# Westminstersynode

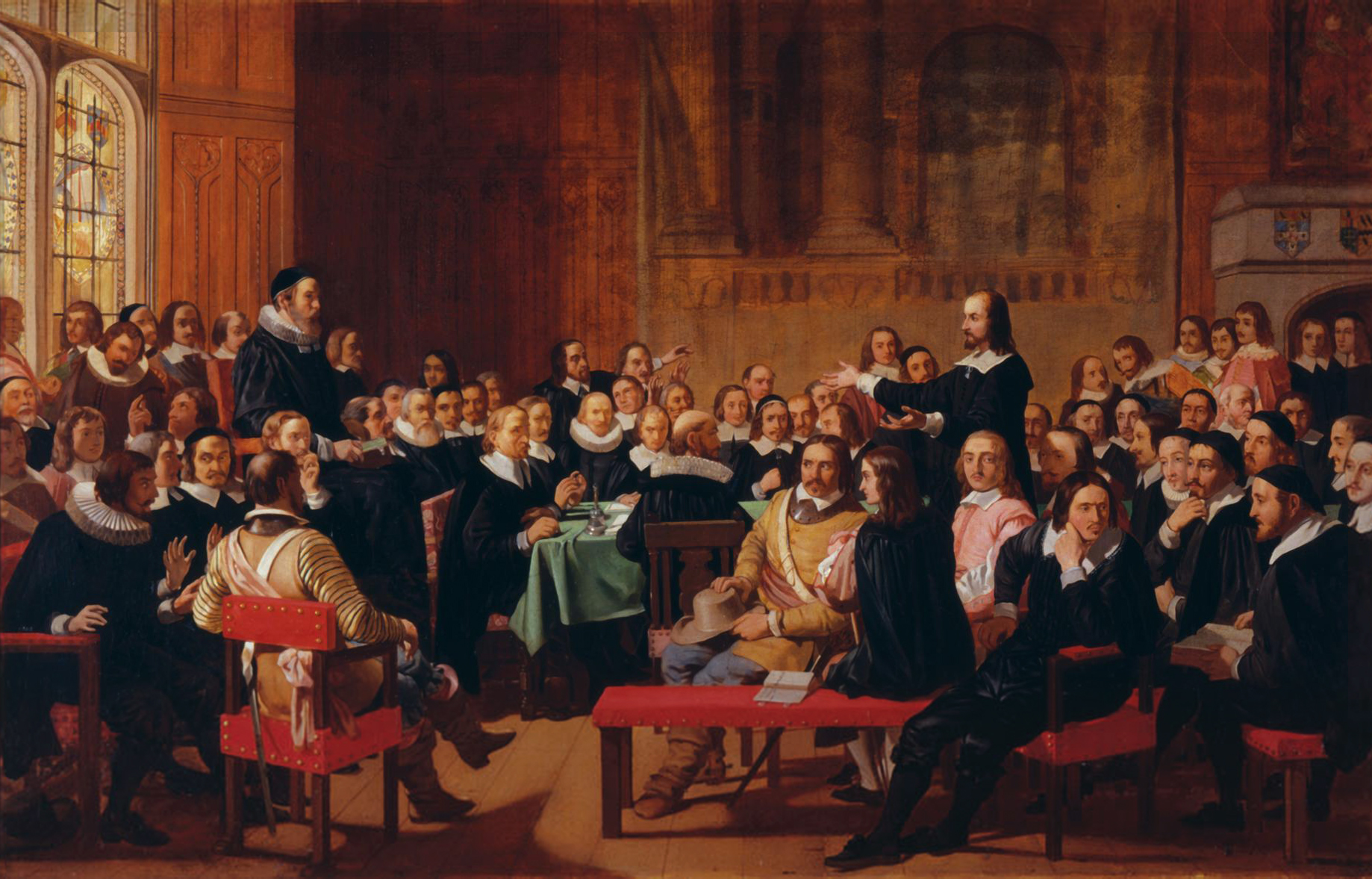
The Assertion of Liberty of Conscience By the Independents at the Westminster Assembly of Divines. Gemälde von John Rogers Herbert, um 1844.

Als Westminstersynode (engl.: Westminster Assembly) bezeichnet man das puritanisch-presbyterianische Kirchenkonzil im 17. Jahrhundert, das vom britischen Parlament zur Neuordnung der Kirche von England einberufen wurde. An der Synode, die in der Westminster Abbey tagte, waren auch Kirchenvertreter aus Schottland beteiligt. Die Synode dauerte insgesamt sechs Jahre (1643–1649). Sie verfasste verschiedene Schriften, darunter die Westminster Confession of Faith, einen großen (Westminster Larger Catechism) und einen kleinen Katechismus (Westminster Shorter Catechism), sowie eine allgemeine Gottesdienstordnung (Westminster Directory of Public Worship, auch Directory of Public Worship genannt). Diese Schriften gelten noch heute als zentrale Bekenntnisschriften der presbyterianischen Kirchen.
Die Fraktion der puritanischen Abgeordneten im Parlament hatte vom Juni 1642 bis zum Mai 1643 fünfmal erfolglos versucht die Versammlung zu berufen. Das Vorhaben scheiterte jeweils, da König Karl I. von England stets seine Unterschrift für das Gesetz verweigert hatte. Erst die sechste Gesetzesinitiative hatte Erfolg. Der Entwurf wurde durch das House of Commons eingebracht und erlangte im Juni 1643 Gesetzeskraft auch ohne die Unterschrift des Königes, da zuvor das House of Lords dem Gesetz bereits zugestimmt hatte.

## Zusammensetzung
Die Synode bestand aus insgesamt 30 Laien (davon 10 Adlige) und 121 Geistlichen.
Dabei repräsentierten die Kirchenvertreter insgesamt vier verschiedene christliche Strömungen:
1. Vertreter der Episkopalkirche, darunter etwa James Ussher (Erzbischof von Armagh), die jedoch an den Verhandlungen des Konzils so gut wie nie teilnahmen, da sie vom König keine Erlaubnis erhielten. Die Episkopalkirche vertrat eine staatskirchenrechtliche Verfassung der Kirche, an deren Spitze der jeweilige Landesherr die bischöfliche Kirchenhoheit innehatte.
2. Vertreter der presbyterianischen Kirche, die größte Gruppe, darunter  Persönlichkeiten wie Edward Reynolds, George Gillespie und Samuel Rutherford. Die Presbyterianer propagierten ein Gremium von Ältesten, durch welche die Kirche geleitet werden sollte.
3. Eine kleine Gruppe Unabhängiger, die im Wesentlichen die verschiedenen Ausprägungen des Kongregationalismus (die Autonomie der einzelnen Kirchengemeinde hat oberste Priorität) repräsentierten. Zu ihnen gehörte Thomas Goodwin. Die Vertreter wurden von Oliver Cromwell unterstützt.
4. Verfechter der Theologie von Thomas Erastus, darunter John Lightfoot, nach deren Auffassung die Kirche der Staatsgewalt untergeordnet werden sollte.

Bedingt durch den Teilnahmeverzicht der Episkopalkirchenvertreter und den Tod verschiedener anderer Synodaler, verfügte das Parlament die Benennung von 21 weiteren Geistlichen. Die durchschnittliche Zahl der Teilnehmer an dem Konzil schwankte zwischen 60 und 80 Personen. Die erste Sitzung des Konzils fand am 1. Juli 1643 in der sogenannten „Henry VII Lady Chapel“ in Westminster Abbey statt. Später zog man mit der Versammlung in die „Jerusalem Chamber of Westminster“ um. Die Synode tagte in den Jahren von 1643 bis 1649 insgesamt 1163 mal. Es wurde nie formell durch einen Parlamentsbeschluss aufgelöst.

## Bedeutung

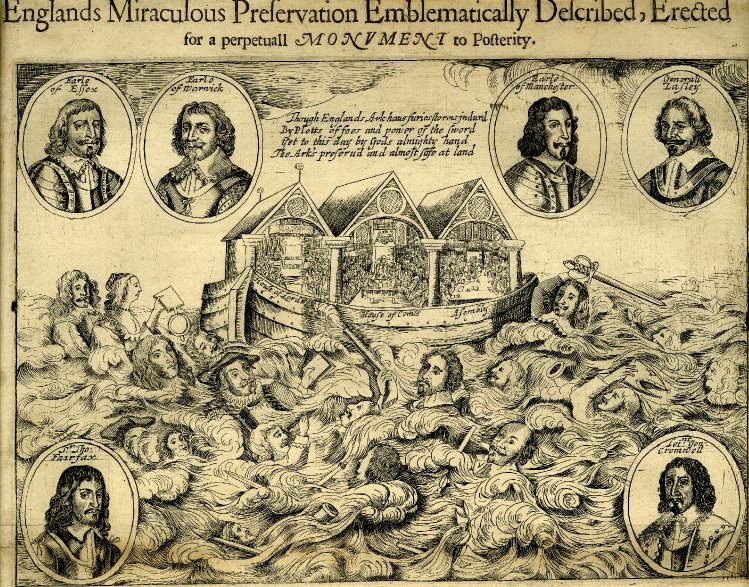
Englands miraculous preservation emblematically described: allegorische Darstellung der Machtverhältnisse. Die Parlamentsanhänger befinden sich auf der Arche, während die Royalisten in der Sintflut ertrinken.

In der Zeit des englischen Interregnum beschäftigte man sich vornehmlich mit Kirchenrechtsfragen, etwa der Ordination oder der Kirchensteuer. Die Westminster Assembly kann heute als beratendes Gremium des Parlamentes angesehen werden, da dies über die Besetzung der Synodalen entschied, die Themen bestimmte und den Arbeitsbereich abgrenzte. Das Parlament bewilligte den Synodalen eine Sitzungspauschale von vier Schilling am Tag zur Deckung der Unkosten. Die erste Aufgabe, die das Parlament dem Konzil zur Bearbeitung übertrug, war die Überarbeitung der Neununddreißig Artikel. Für die Debatte um die ersten fünfzehn Artikel wurden zehn Wochen verwandt.
Im Bürgerkrieg zwischen den Truppen des Parlaments und den königstreuen Truppen von Karl I., war zu einer Pattsituation gekommen. Die irischen Katholiken, die sich im Jahre 1641 erhoben hatten, drohten damit, sich der royalistische Seite anzuschließen. Verzweifelt nach Hilfe suchend entsandte das Parlament eine Delegation nach Schottland. Die Engländer ersuchten die Schotten für die Verteidigung der Bürgerrechte zu gewinnen. Die sahen jedoch in der Auseinandersetzung einen religiösen Charakter, bei dem es sich um die Verteidigung der religiösen Freiheiten handelte. Schließlich verständigte man sich auf ein gemeinsames Abkommen, dem Solemn League and Covenant, welches den Anliegen beider Parteien Rechnung trug. Die Schotten sagten zu, den Kampf des Parlaments gegen die „Papisten“ zu unterstützen unter der Bedingung, dass das schottische System der Kirchenverwaltung in England übernommen würde. Sechs schottische Vertreter wurden bestimmt, um fortan an den Verhandlungen des Konzils in Westminster Abbey teilzunehmen. Schließlich setzten die Parlamente in Schottland und England durch, dass alle Personen älter als 18 Jahre einen Eid auf die Solemn League and Covenant zu leisten hatten.

## Ablauf
Am 12. Oktober 1643 erhielt die Synode eine Weisung des Parlaments: Die Geistlichen sollten unverzüglich „über Ordnungen und Regeln beraten, die in bestmöglicher Übereinstimmung mit Gottes heiligem Wort den Kirchenfrieden im Land  in angemessener Art und Weise bewahren und zu einer stärkeren Einigkeit mit der Kirche von Schottland und anderen reformierten Kirchen im Ausland führen“. Daraufhin beendete Die Synode die Überarbeitung der Neununddreißig Artikel und begann eine Reihe eigener Schriften zu erstellen. In den folgenden vier Jahren schuf die Synode unter anderem das Directory of Public Worship, The Form of Presbyterial Church Government, ein Glaubensbekenntnis, das Bekenntnis von Westminster, einen ausführlichen Katechismus (Westminster Larger Catechism) sowie einen kürzeren Katechismus (Westminster Shorter Catechism) und leitete diese an das Parlament weiter.  Das House of Commons bestand darauf, verschiedene biblische Beweise in den beiden Katechismen und dem Bekenntnis von Westminster zu veröffentlichen. Die Geistlichen untersuchten und bestätigten ebenfalls den Gebrauch des Psalters in metrischer „Fassung nach Rouse“ im Gottesdienst.
Alle Schriftstücke wurden heftig debattiert. Die Verfechter des Erastianismus, die Presbyterianer und die Gruppe Unabhängiger konnten sich nicht auf eine Form der Kirchenverwaltung einigen. Die Unabhängigen plädierten für eine vollkommene Autonomie der einzelnen Kirchengemeinden, ohne jede übergeordnete Struktur. Ihnen widerstrebte der Gedanke einer Kirchengerichtsbarkeit und so vertraten sie die Auffassung, die Gemeindeglieder vor Ort sollten die alleinige Machtbefugnis und Amtsgewalt haben. Dem Standpunkt, jede Gemeinde solle eigenständig ihren Pfarrer bestimmen können, stimmten sie zu, lehnten jedoch einen Eingriff in und Korrektur der Entscheidungen durch Älteste ab. Die Verfechter des Erastianismus befürworteten die Unterordnung der Kirche unter die Staatsgewalt. Gemäß ihren Vorstellungen sollten zivile Richter, da selbst Christen, über die alleinige Gerichtsbarkeit verfügen, nicht eigene Kirchengerichte. Sünden sollten ihrer Überzeugung nach durch die zivilen Gerichte bestraft werden. Den Kirchen sollte gemäß ihrer Auffassung der Ausschluss der Gläubigen von den Sakramenten oder die Exkommunikation verboten werden.
Die abgeschlossene Arbeit des Konzils wurde letztlich mit Änderungen vom Parlament in England verabschiedet, allerdings während der Restauration im Jahr 1660 wieder annulliert. Die Church of Scotland begrüßte alle Schriften des Konzils und übernahm diese. Darüber hinaus gelten die Ausarbeitungen der Westminster Assembly als Eckstein der presbyterianischen Kirchenlehre und weiterer reformierter Kirchen, die sich in Europa und den Vereinigten Staaten bildeten. Heute ist die Synode von Westminster Gegenstand eines umfangreichen Forschungsprojektes in Cambridge.